# 格里戈里·希尔金
格里戈里·弗拉基米罗维奇·希尔金（羅馬化：Grigoriy Vladimirovich Shilkin；1976年10月20日—）是俄罗斯政治人物，第8届国家杜马代表。
在1997年，希尔金开始在克拉斯诺亚尔斯克机械制造厂工作。在2004年至2021年，他担任阿尔汉格尔斯克专业能源企业总经理。他自2021年9月起担任第8届国家杜马代表。2024年7月26日，他提前辞去国家杜马议员职务，他的职务由雅罗斯拉夫·萨梅林接替。

## 制裁
希尔金于2022年因俄乌战争而受到英国政府制裁。